# Богданов, Андрей Олегович
Андре́й Оле́гович Богда́нов (род. 1970) — российский актёр.

## Биография
Андрей Богданов родился 23 декабря 1970 в городе Глуске, Могилёвской области, Белоруссия, но своей родиной считает город Торопец Тверской области, Россия, в котором прошло его детство.
Окончил музыкальную школу по классу «фортепиано». Учился в Тверском музыкальном училище (фортепиано, вокал).
В 1993, по совету главного режиссёра московского театра «Геликон-Опера» Дмитрия Бертмана подал документы в Государственный институт театрального искусства. С 1994, параллельно с учёбой в ГИТИСе, играл в Московском детском музыкальном театре «Экспромт».
В 1999 перешёл в Музыкальный театр под руководством Геннадия Чихачёва, в котором проработал до самого поступления в труппу мюзикла «Норд-Ост».
На прослушивание в «Норд-Ост» Андрей Богданов пришёл в надежде на роль Ромашова, но получил главную роль — Саню Григорьева.
Весной 2002 Андрей Богданов, Екатерина Гусева, Алексей Иващенко и Георгий Васильев покорили Северный Полюс, воздвигнув на нём флаг «Норд-Оста» с автографами всей труппы.
23 октября 2002, когда произошёл теракт, Андрей был на сцене, и потом вместе со всеми трое суток провёл в заложниках у террористов. После освобождения и выписки из больницы Андрей Богданов остался в проекте, играл Саню Григорьева как в восстановленной (февраль-май 2003), так и гастрольной (сентябрь — декабрь 2004) версиях спектакля.
Принял участие в записи дисков «Норд-Ост: Избранное» (2002), «Норд-Ост: Коллекция» (2004) и «Весь Норд-Ост: полная аудиозапись на 3 компакт-дисках» (2004).
С 2005 по 30 апреля 2006 — в труппе российской постановки мюзикла Эндрю Ллойда Уэббера «Cats». Исполнял сразу несколько ролей — Старика Дьютерономи, Бастофера Джонса, Аспарагуса, Гроултайгера и Манкустрапа.
С 1 декабря 2007 — исполнитель роли Иуды Искариота в русской постановке театра им. Моссовета «Иисус Христос — суперзвезда».

## Роли в театре

##### Московский детский музыкальный театр «Экспромт»
- «Доходное место»
- «Снегурочка»
- оперетта «Фиалка Монмартра»

##### Театр под руководством Чихачёва
- «Дон Сезар де Базан»
- «Человек-Амфибия»

##### «Линк»
- 2001: «Норд-Ост»

##### «Stage Entertainment Russia»
- 2005: «Кошки»
- 2006: «Mamma Mia!»

##### Театр им. Моссовета
- «Иисус Христос — суперзвезда»

##### «Национальный проект»
- 2014: «Яръ»

##### ФЦ «Москва»
- 2024: «Хозяйка Медной горы»